# III Liceum Ogólnokształcące im. Tadeusza Kościuszki w Łodzi

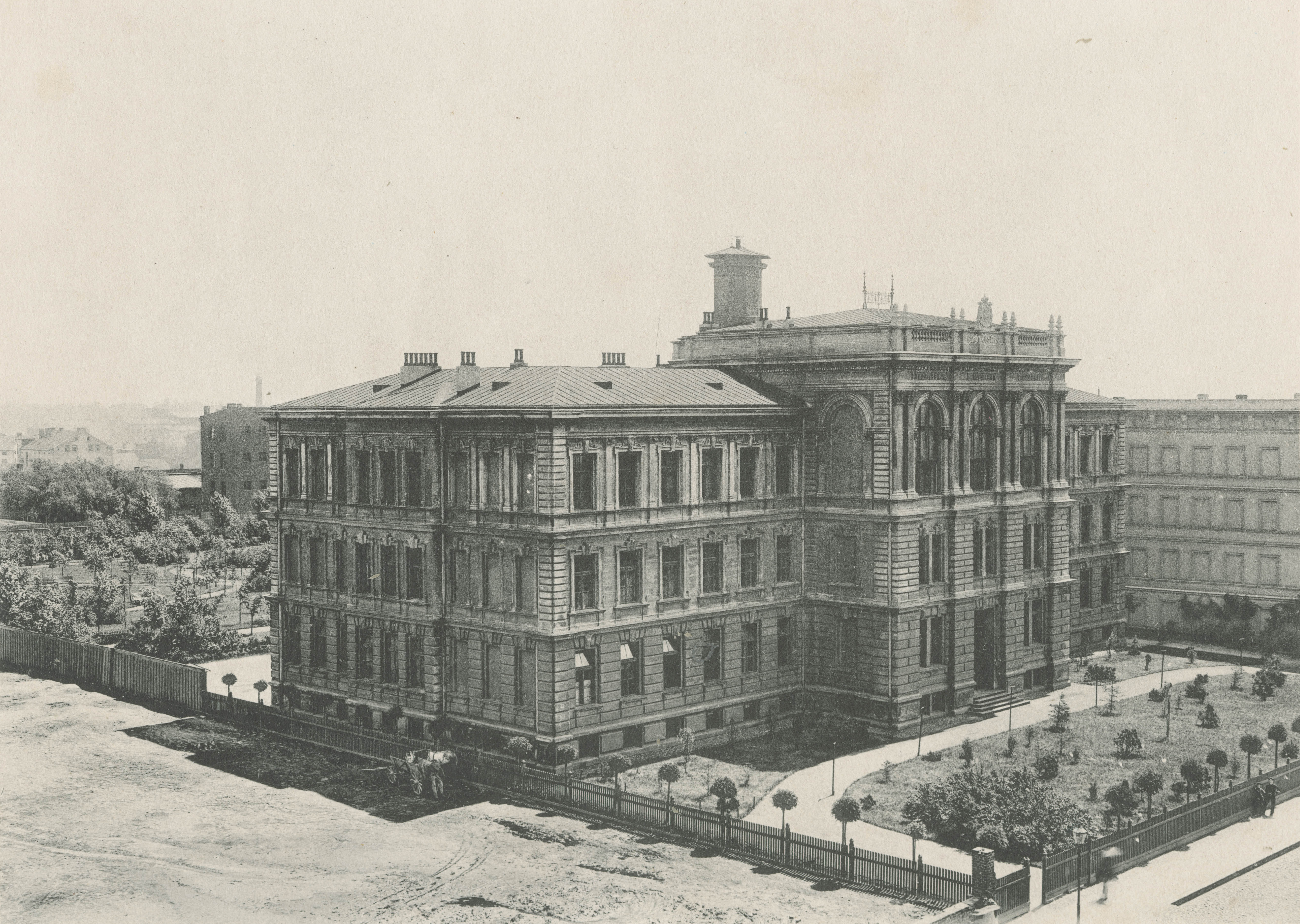
Miejskie Gimnazjum Męskie (fot. Bronisław Wilkoszewski, 1896)

III Liceum Ogólnokształcące im. Tadeusza Kościuszki w Łodzi – liceum ogólnokształcące znajdujące się w Łodzi przy ulicy Henryka Sienkiewicza 46.

## Historia
Pierwotnie szkoła mieściła się w wynajętych pomieszczeniach przy ul. Cegielnianej 64 (obecnie ul. Jaracza 28). Budowę właściwego gmachu szkoły rozpoczęto w 1881 a ukończono w 1885 roku. Budynek oddano do użytku we wrześniu 1891 roku, w którym znalazło miejsce rosyjskojęzyczne „Męskie Rosyjskie Gimnazjum Rządowe”. Fundatorem szkoły był m.in. Karol Scheibler, którego posąg stał w auli szkoły, vis-à-vis portretu cara Mikołaja. Tuż obok szkoły znajdował się targ mięsny (obecnie park im. Sienkiewicza), który jednak został zastąpiony w 1896 roku przez park miejski zwany wówczas parkiem Mikołajewskim (od nazwy ulicy).
W czasach carskich uczęszczało tu 150 uczniów. W 1905 roku uczniowie gimnazjum męskiego aktywnie wzięli udział w walce o wprowadzenie języka polskiego do szkół.
W pierwszych latach okupacji niemieckiej Łodzi podczas I wojny światowej w budynku mieścił się szpital dla jeńców rosyjskich. Z dniem 9 marca 1916 r., wobec szalejącej w Łodzi epidemii tyfusu plamistego, niemieckie władze okupacyjne uruchomiły tu szpital dla chorych na tyfus. Lekarzem naczelnym został mianowany dr Haberlau. W 1918 r. gmach stał się miejscem formowania łódzkich pododdziałów Legionów Polskich.
Budynek ponownie został siedzibą szkoły od 1918 roku, kiedy reaktywowano tu 4-klasowe gimnazjum męskie, którego dyrektorem został Leon Starkiewicz. Trzy lata później gimnazjum zamieniono w 8-klasowe Męskie Gimnazjum typu przyrodniczo-matematycznego.
W 1921 roku patronem szkoły został Józef Piłsudski, a jego portret (namalowany na wcześniejszym wizerunku cara Mikołaja) zawisł w auli szkoły. Symbolem szkoły była w tamtych czasach szara maciejówka. Kończący szkołę uczniowie przełamywali jej daszek oraz przeszywali do góry nogami znaczek szkoły (litery MG otoczone wieńcem laurowym). Pierwsi absolwenci zdawali maturę w 1923 roku, a w 1926 powołali oni Stowarzyszenie Byłych Wychowanków.
Po wojnie szkoła wznowiła działalność w 1945, a rok później przyjęła imię obecnego patrona Tadeusza Kościuszki. W roku 1949 nadano szkole nazwę XXI Państwowego Gimnazjum i Liceum im. T. Kościuszki, a we wrześniu przekształcono ją w III Ogólnokształcącą Szkołę Stopnia Podstawowego i Licealnego.
W 1954 roku „Trójka” ze szkoły męskiej stała się koedukacyjną. Od września 1962 roku osobno funkcjonują: III Liceum Ogólnokształcące oraz Szkoła Podstawowa nr 173, która znajduje się w części dobudowanej po lewej, północnej stronie pierwotnego budynku „Trójki”.

### Budynek
Budynek szkoły, zaprojektowany na planie wydłużonego prostokąta, powstał w latach 1881–1885 według projektu H. Majewskiego i wystrojem nawiązywał do neorenesansu. Charakterystyczne dla całego obiektu są klucze nad oknami, zdobione kolumny oraz ozdobny gzyms tuż pod linią dachu. W części frontowej wysunięty ryzalit jest ozdobiony arkadowymi oknami i attyką. Przeprowadzony pod koniec lat 90. XX wieku remont wnętrza budynku pozwolił zachować oryginalny wygląd klatki schodowej oraz auli.
20 listopada 1966 r., przed budynkiem szkoły, z okazji 50-lecia jej istnienia, Marian Spychalski odsłonił pomnik dyrektora Leona Starkiewicza. W uroczystości uczestniczyła córka dyrektora – Eugenia Chłapowska.

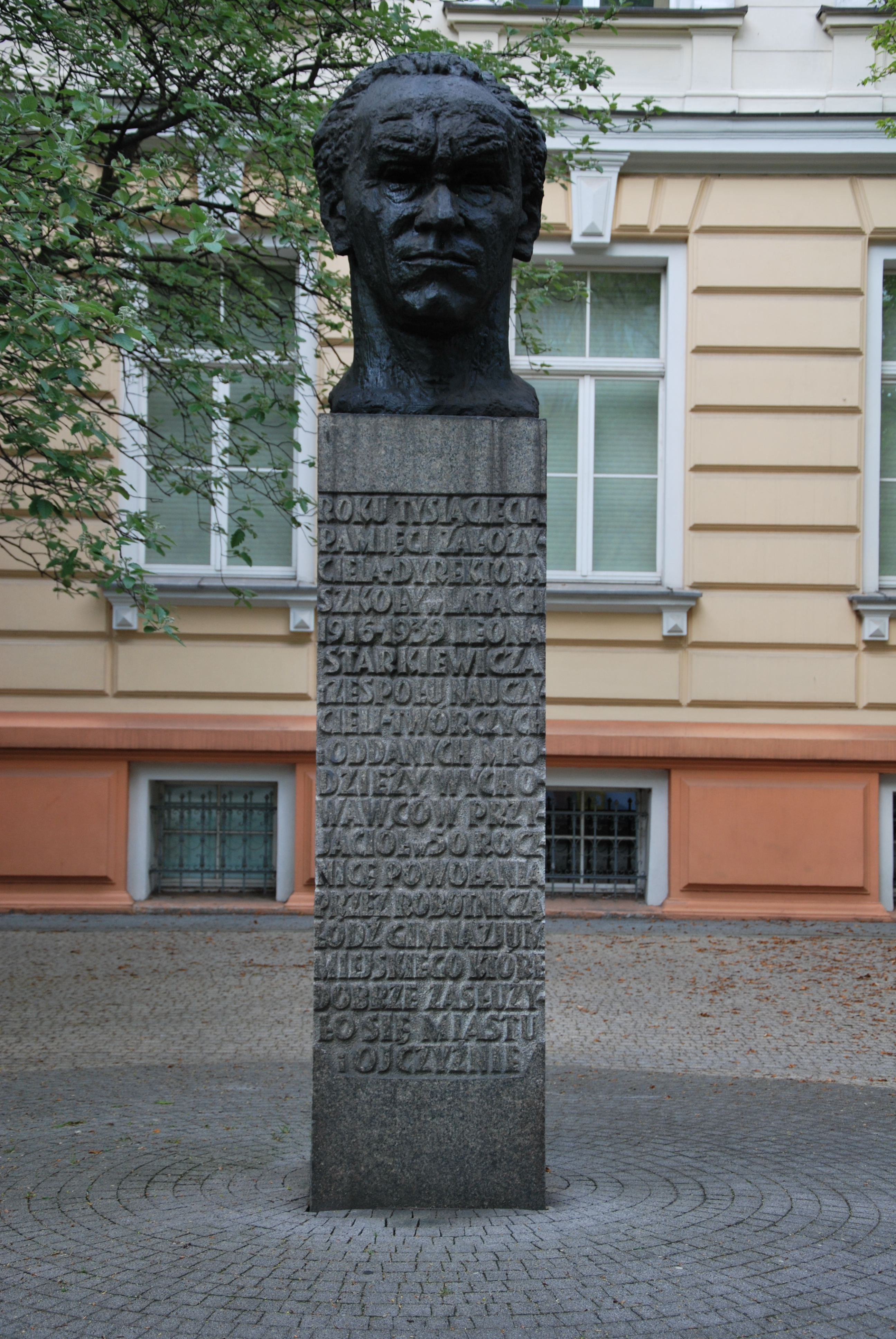
Popiersie Leona Starkiewicza przed budynkiem III LO, odsł. 20 XI 1966; treść inskrypcji:
ROKU TYSIĄCLECIA PAMIĘCI ZAŁOŻYCIELA-DYREKTORA SZKOŁY w LATACH 1916–1939 LEONA STARKIEWICZA i ZESPOŁU NAUCZYCIELI TWÓRCZYCH i ODDANYCH MŁODZIEŻY WYCHOWAWCÓW PRZYJACIÓŁ w 50 ROCZNICĘ POWOŁANIA PRZEZ ROBOTNICZĄ ŁÓDŹ GIMNAZJUM MIEJSKIEGO, KTÓRE DOBRZE ZASŁUŻYŁO SIĘ MIASTU I OJCZYŹNIE

## Dyrektorzy szkoły
- 1886–1887: A. Maziukiewicz[6]
- 1887–?: M. F. Rożdiestwieńskij[7]
- 1916–1939: Leon Starkiewicz
- 1945–1959: Mieczysław Woźniakowski
- 1959–1971: Bolesław Dębski
- 1971–1979: Bolesław Kuroczkin
- 1979–1991: Radzisław Olbrychowski
- 1991–2002: Marek Kaczorowski
- 2002–2007: Irena Rajch
- od 2007: Maria Włodarczyk

## Znani nauczyciele
- Stefan Kopciński
- Zygmunt Lorentz
- Henryk Plich
- Krystyna Poklewska
- Tadeusz Sivert

## Znani uczniowie
- Paweł Spodenkiewicz

## Znani absolwenci
- Piotr Amsterdamski
- Jerzy Bodalski
- Marcin Bosak
- Marcin Brzozowski
- Jacek Chmielnik
- Maciej Drygas
- Bolesław Fichna
- Grzegorz Filipowski
- Ryszard Marek Groński
- Henryk Grynberg
- Marian Gwizdka
- Stefan Jackowski[8]
- Michał Jędrzejewski
- Andrzej Jocz
- Natasza Korczarowska-Różycka
- Jan Karski
- Andrzej Kern
- Jan Krysiński
- Jan Machulski
- Tomasz Wojciech Majewski
- Marek Markiewicz
- Józef Mayer
- Zbigniew Nienacki
- Stefan Niesiołowski
- Tomasz Pertyński
- Marian Piechal
- Lucjan Siewierski
- Piotr Skrzynecki
- Antoni Słodkowski[9]
- Marian Spychalski
- Edward Szuster
- Barbara Tatara
- Julian Tuwim
- Aleksandra Urbańczyk
- Michał Walczak
- Andrzej Wilczkowski